# Бакур (Мозель)
Баку́р (фр. Bacourt) — коммуна во французском департаменте Мозель региона Лотарингия. Относится к  кантону Дельм.

## Географическое положение
Бакур расположен в 28 км к юго-востоку от Меца. Соседние коммуны: Морвиль-сюр-Нье, Бодрекур и Люси на северо-востоке, Фремери на востоке, Превокур на юго-востоке, Тенкри на юге, Ксокур на юго-западе, Жювиль и Моншо на западе, Траньи и Тимонвиль на северо-западе.

## История
- Деревня принадлежала сеньору де Вивьер и была его резиденцией с замком, принадлежавшим семье Бакур с XIII века, разрушен в начале XIX века.

## Демография
По переписи 2008 года в коммуне проживало 116 человек.	

## Достопримечательности
- Следы галло-романской культуры.